# مفهوم الذات

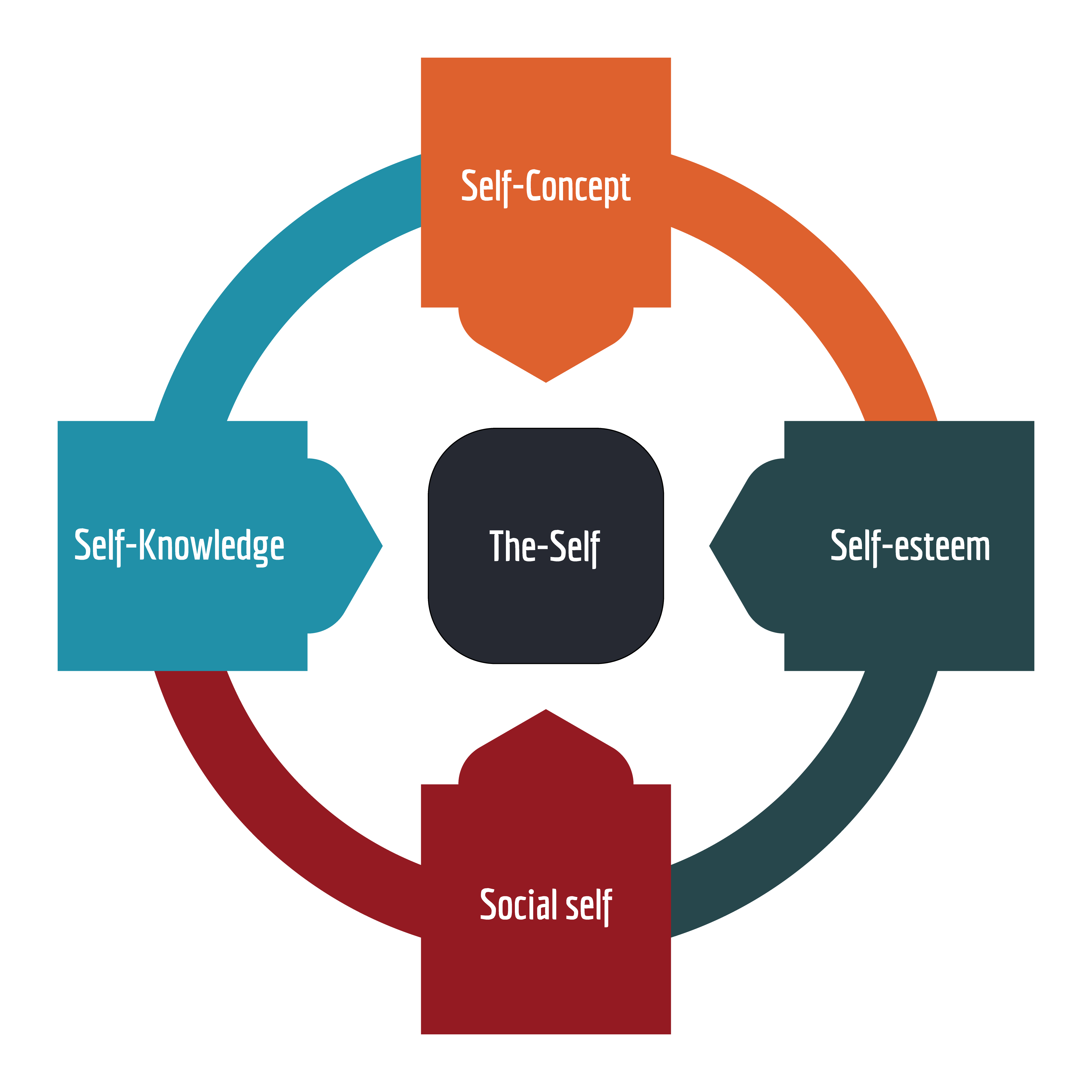
يحدد تصور الذات كل من مفهوم الذات، ومعرفة الذات، وتقدير الذات، والذات الاجتماعية.

مفهوم الذات (ويُعرف أيضا باسم تكوين الذات أو الهوية الذاتية أو الهيكل الذاتي) هو مجموع العقائد والأفكار بخصوص النفس. بصورة عامة، يجسد مفهوم الذات الإجابة عن سؤال «من أنا؟».
لا بد من التمييز بين مفهوم الذات وبين إدراك الذات، والذي يشير إلى تعريف درجة معرفة الذات، وهو متسق وقابل للتطبيق على اتجاهات وسلوكيات الفرد وتصرفاته. يختلف مفهوم الذات أيضا عن تقدير الذات، إذ يعبر مفهوم الذات عن مكوّن معرفي أو وصفي لذات الفرد (على سبيل المثال: «أنا عدّاء سريع»)، بينما نجد تقدير الذات مفهوما تقديري وخاضع للآراء (على سبيل المثال: «أشعر شعورا جيدا لكوني عدّاء سريع»).
يتكون مفهوم الذات من مخططات الفرد الذاتية، ويتفاعل مع تقدير الذات والذات الاجتماعية ليكوّن الذات ككل. يشمل مفهوم الذات في كل من الماضي والحاضر والمستقبل، في حين تمثل ذوات المستقبل (أو الذوات الممكنة) أفكار الفرد عن ما يمكنه أن يكونه، أو ما يرغب أن يكونه، أو ما يخاف من أن يكونه. قد تعمل الذوات الممكنة كحوافز لبعض السلوكيات.
إن التصورات التي يحملها الناس بخصوص ذواتهم الماضية أو المستقبلية مرتبطة بتصورهم عن ذواتهم الحالية. تجادل نظرية التقييم الذاتي الزمني بأن الناس يميلون إلى الحفاظ على تقييم ذاتي إيجابي من خلال إبعاد أنفسهم عن ذواتهم السلبية وتركيز الانتباه على ذواتهم الإيجابية. بالإضافة إلى ذلك، يميل الناس إلى تصور ذواتهم الماضية بأنها أقل تفضيلا (على سبيل المثال، «أنا أفضل مما اعتدت أن أكون»)، كما يميلون إلى تصور ذواتهم المستقبلية بأنها أكثر تفضيلا (على سبيل المثال: «سأكون أفضل مما أنا عليه الآن»).

## التاريخ
لعالمي النفس كارل روجرز وأبراهام ماسلو تأثير كبير على إشاعة فكرة مفهوم الذات في الغرب. طبقا لروجرز، فإن الجميع يسعون للوصول إلى «الذات المثالية». وضع روجرز فرضية أيضا بأن الناس الصحيحين نفسيا يبتعدون إيجابيا عن الأدوار التي شكلتها لهم توقعات الآخرين، وبدلا منها يبحثون في ذواتهم عن تصديق ذاتي. على الجانب الآخر، يمتلك الناس العصبيون «مفاهيم ذاتية لا تناسب خبراتهم، فهم خائفون من تقبل خبراتهم وتصديقها، لذا فهم يحرفونها سواء لحماية أنفسهم أو لكسب التصديق من الآخرين».
تنص نظرية تصنيف الذات التي طورها جون تيرنر على أن مفهوم الذات يتكون على الأقل من مستويين: الهوية الشخصية والهوية الاجتماعية. بعبارة أخرى، يعتمد التقييم الذاتي للفرد على التصورات الذاتية وعلى كيفية تصور الآخرين لها. قد يتحول مفهوم الذات سريعا بين الهوية الشخصية والهوية الاجتماعية. يبدأ الأطفال والمراهقون إدخال الهوية الاجتماعية داخل مفهوم الذات الخاص بهم في المدرسة الابتدائية من خلال تقييم مكانتهم بين أقرانهم. بحلول عمر الخامسة، يؤثر القبول من الأقران بصورة كبيرة على مفهوم الذات الخاص بالأطفال، مؤثرا على تصرفاتهم وعلى نجاحهم الأكاديمي.

## التطور
يتناقش الباحثون بخصوص متى يبدأ تطور مفهوم الذات. يؤكد البعض أن الأدوار الاجتماعية المحددة لكل نوع والتوقعات التي يحملها الآباء لأطفالهم تؤثر على فهم الأطفال لأنفسهم وهم في عمر الثالثة تقريبا. إلا أنه في هذا العمر التطوري، نجد عند الأطفال شعورا واسعا جدا بالذات، إذ يستخدمون كلمات مثل كبير أو لطيف لوصف أنفسهم للآخرين. في حين يمثل ذلك بداية مفهوم الذات، يقترح البعض أن مفهوم الذات يبدأ لاحقا قرب عمر السابعة أو الثامنة. عند هذه النقطة، يكون الأطفال مجهزين تطوريا لتفسير أحاسيسهم وقدراتهم، بالإضافة إلى استقبال وتقدير التعليقات من أقرانهم ومعلميهم وعائلتهم. في المراهقة، يختبر مفهوم الذات تغيرا كبيرا. عموما، يتغير مفهوم الذات بصورة تدريجية، وبدلا من ذلك يتم تنقيح وتقوية المفاهيم الموجودة سلفا. إلا أن تطور مفهوم الذات أثناء سن المراهقة يظهر منحنى شكل U، والذي فيه يقل مفهوم الذات العام في سن المراهقة المبكر، ويليه زيادة في مفهوم الذات لاحقا في آخر سن المراهقة.
بالإضافة إلى ذلك، يبدأ المراهقون تقييم قدراتهم باستمرار، في مقابل تقييم «نعم أو لا» عند الأطفال. على سبيل المثال، في حين قد يقيم الأطفال أنفسهم على أنهم «أذكياء»، قد يقيم المراهقون أنفسهم على أنهم «ليسوا الأكثر ذكاء، ولكنهم أعلى من المتوسط». على الرغم من الآراء المتضاربة بخصوص توقيت تطور مفهوم الذات، إلا أن الباحثين متفقون على أهمية مفهوم الذات لدى الفرد، إذ يؤثر على تصرفات الناس وعلى النواتج المعرفية والشعورية لهم بما في ذلك الإنجازات الأكاديمية، ومستويات السعادة، والقلق، والإدماج الاجتماعي، وتقدير الذات، والرضا عن الحياة.